# Sebevražedné dveře

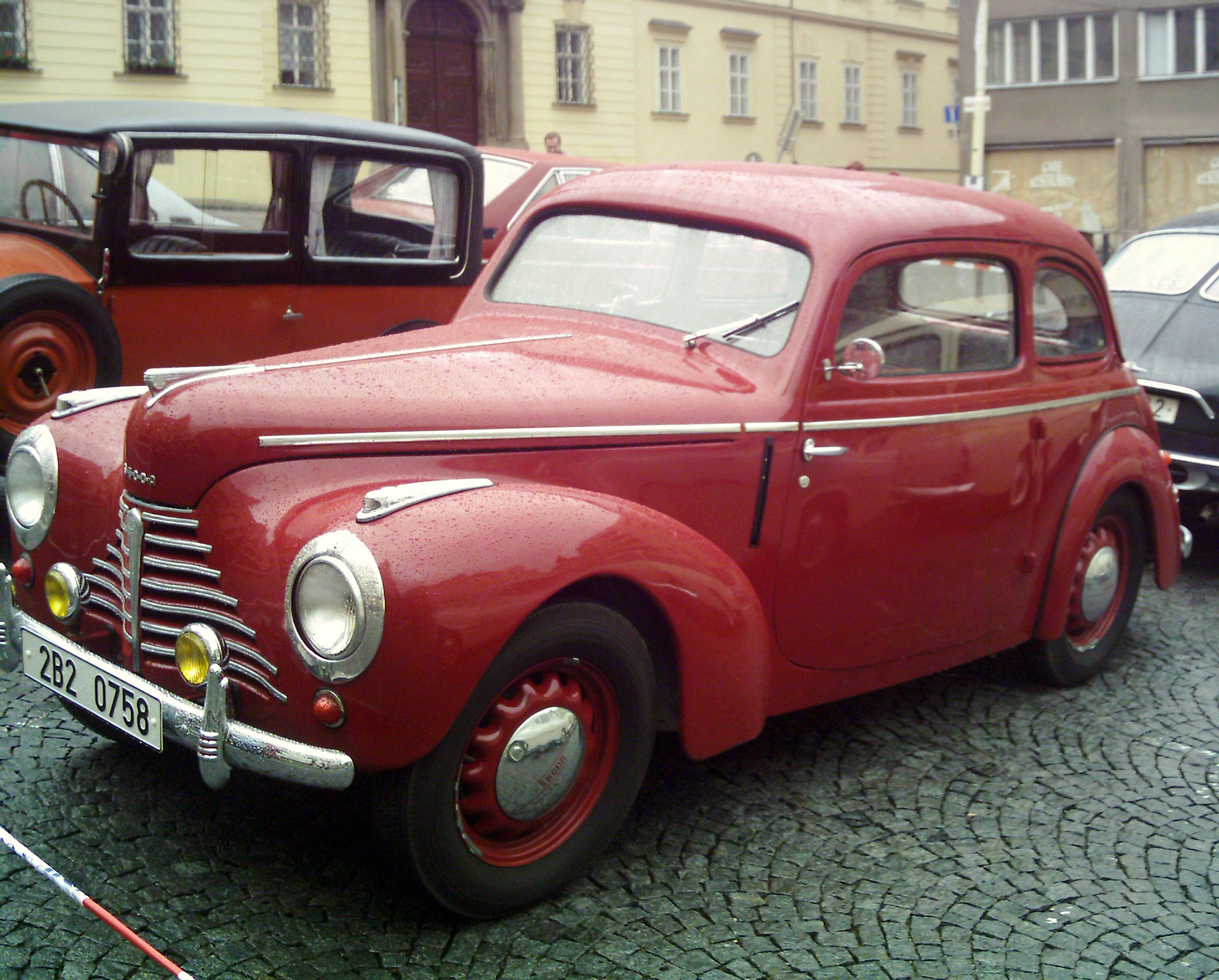
Poválečná Škoda 1101 „Tudor“

Sebevražedné dveře (anglicky suicide door) je označení pro dveře se závěsy vzadu. Toto konstrukční řešení dveří automobilu se objevilo v meziválečném období, ale postupně bylo opouštěno. Přesto se některé současné automobily nebo automobilové koncepty k tomuto řešení vrací.

## Bezpečnost
Hlavní vadou dveří se závěsy vzadu byla nedostatečná bezpečnost. V případě pootevření dveří za jízdy docházelo k úplnému otevření dveří náporem proudícího vzduchu. V moderních automobilech je riziko uvolnění dveří potlačeno vyšší tuhostí karoserie, než tomu bylo u meziválečných a poválečných vozů, lepší jsou i zámky dveří, využívají se systémy, které znemožňují otevření dveří za jízdy. Některé automobily často s krátkými zadními dveřmi (Mazda RX-8, Toyota FJ Cruiser) neumožňují jejich otevření, aniž by byly otevřeny dveře přední.

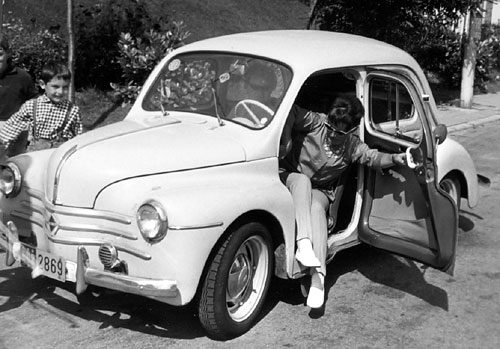
Otevřené dveře Renaultu 4CV
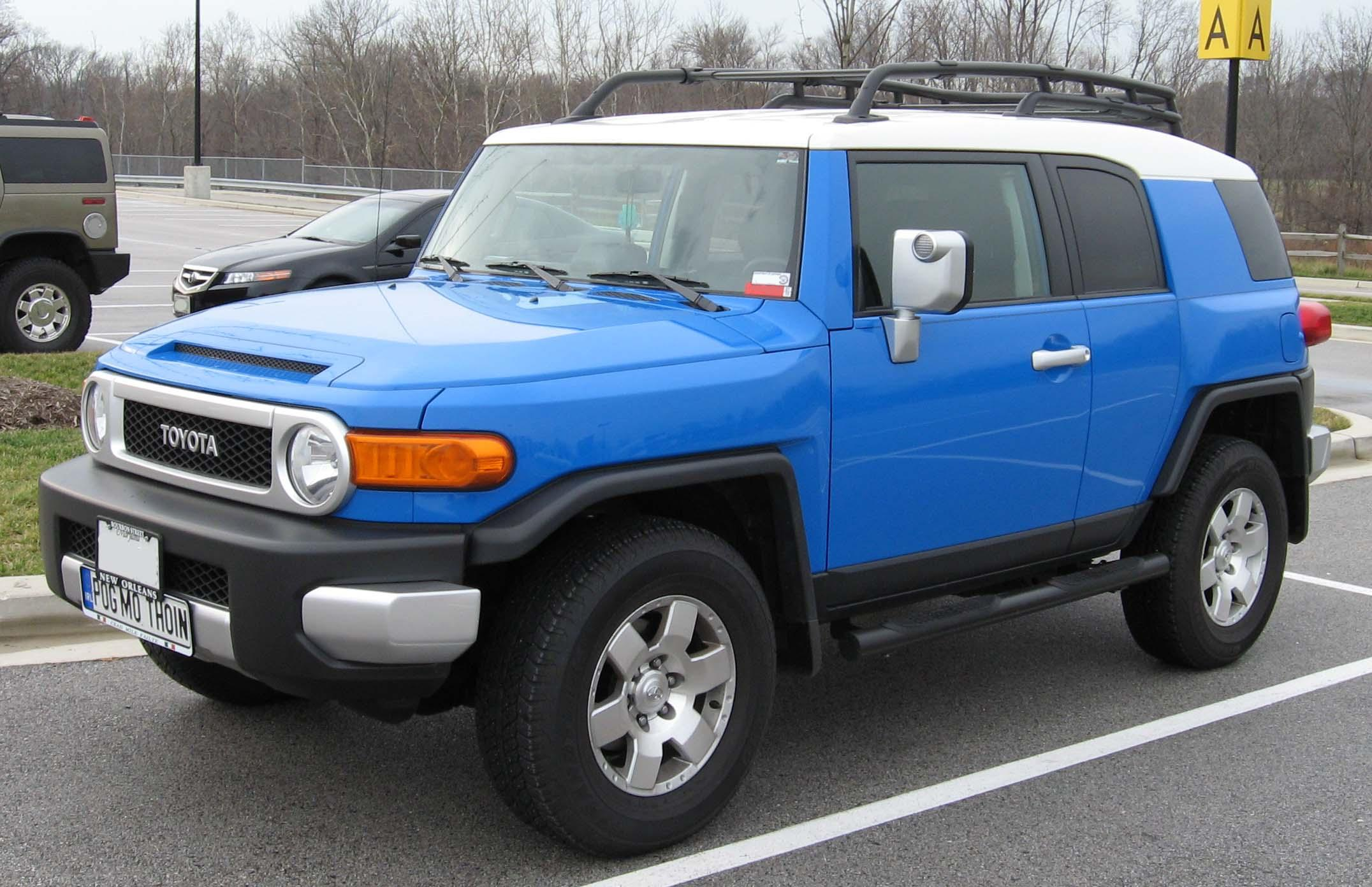
Zadní dveře Toyoty FJ Cruiser se otevírají dozadu, ale nelze je otevřít, jsou-li přední dveře zavřené.
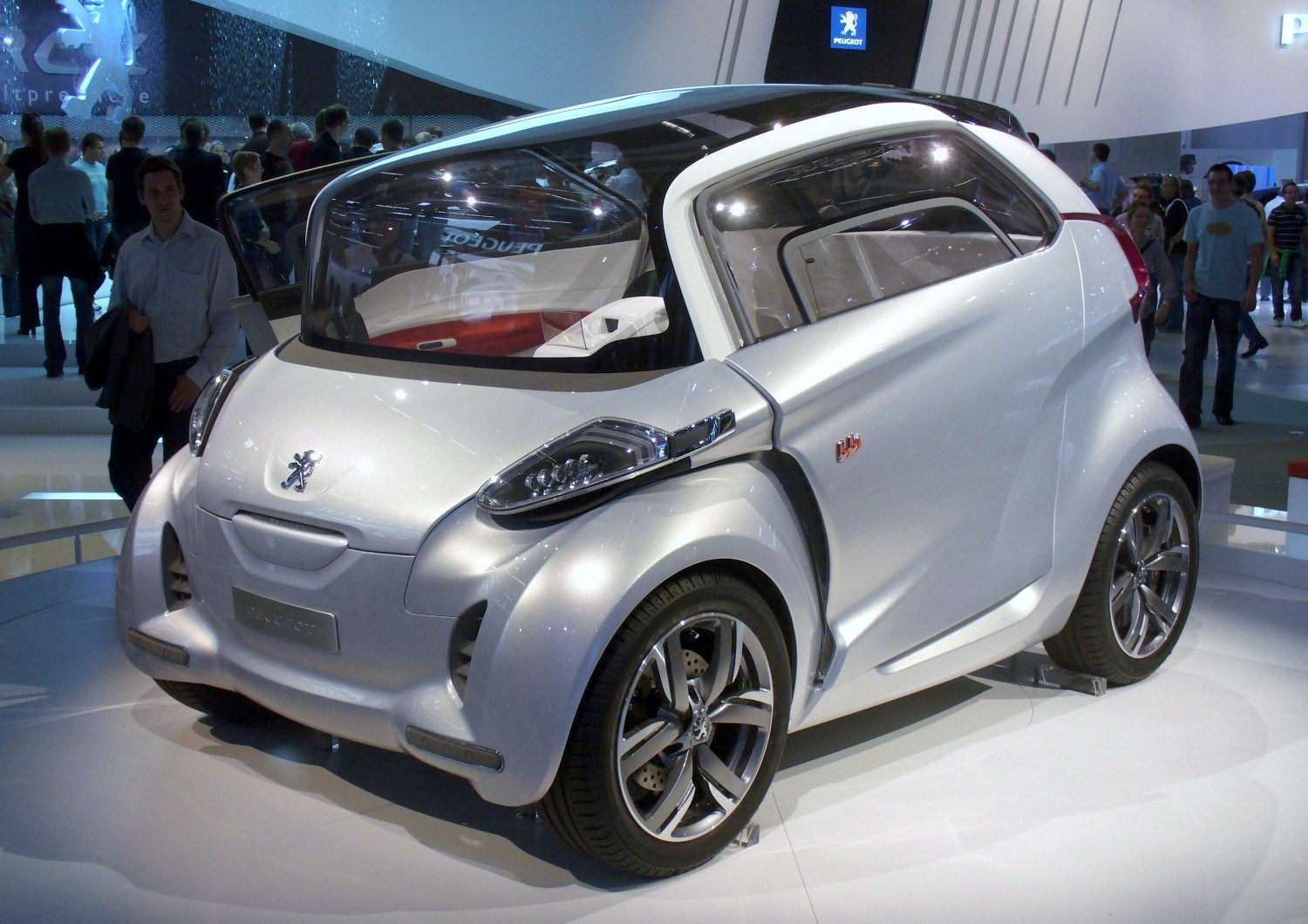
2,5 metru dlouhý koncept Peugeot BB1 pro čtyři osoby
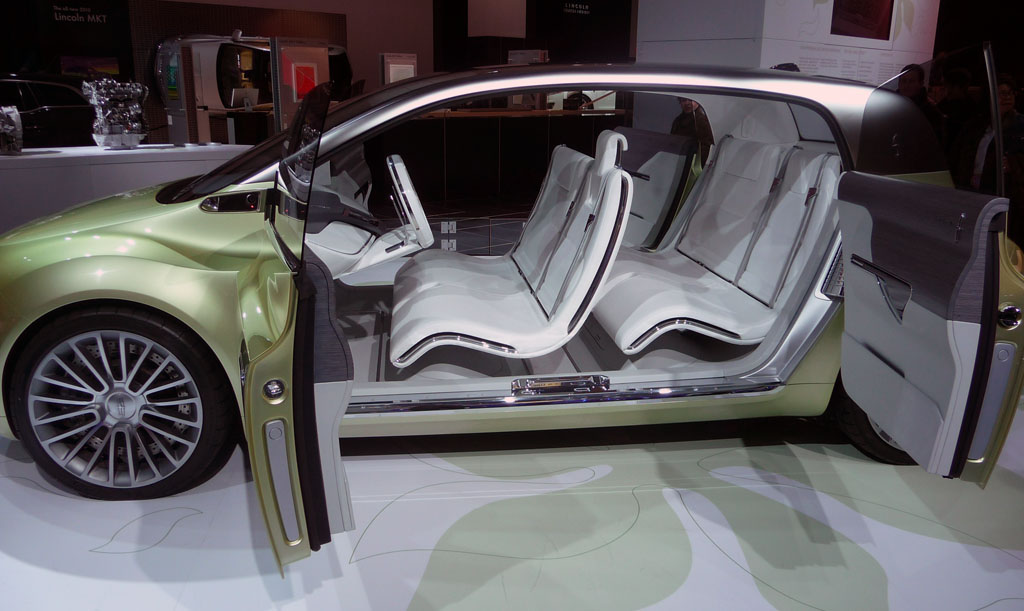
Absence B sloupku spolu se zadními sebevražednými dveřmi otevírá velký prostor pro nastupování.